# Parafia Bożego Ciała w Rzeszowie
Parafia Bożego Ciała w Rzeszowie − parafia rzymskokatolicka znajdująca się w diecezji rzeszowskiej w dekanacie Rzeszów Fara. Erygowana w 1982 roku. Mieści się przy ulicy Prymasa Tysiąclecia.

## Historia
W 1975 roku Władysław Świder uzyskał pozwolenie na budowę budynku gospodarczego w południowej części Miłocina (przy granicy miasta Rzeszowa), który zamierzał przeznaczyć na kaplicę. W 1979 roku po akceptacji biskupiej, przy ul. Zajęczej zbudowano kaplicę, w której 11 maja 1980 roku odprawiono pierwszą mszę świętą, a bp Tadeusz Błaszkiewicz poświęcił kaplicę. Utworzony został Rektorat pw. Bożego Ciała, a pierwszym rektorem kaplicy został ks. Marian Kondysar, który po dwóch tygodniach zrezygnował. 31 maja 1980 roku następnym rektorem został ks. Henryk Wojtyło. Władze państwowe stosowały administracyjne represje, ale rektor i wierni w dalszym ciągu prowadzili prace wykończeniowe. W 1981 roku zbudowano zakrystię i plebanię.
21 czerwca 1982 roku dekretem bpa Ignacego Tokarczuka została erygowana parafia na osiedlu Baranówka IV, z wydzielonego terytorium parafii: Matki Bożej Różańcowej, św. Józefa, parafii Miłocin, parafii Przybyszówka. W 1983 roku zbudowano dom katechetyczny. 9 kwietnia 1991 roku bp Edward Białogłowski poświęcił plac pod budowę nowego kościoła. W latach 1991–1999 zbudowano murowany kościół, według projektu arch. mgr inż. Stanisława Stefana Krzaklewskiego i konstruktora  mgr inż. Adama Tarnawskiego. 11 maja 1999 roku bp Kazimierz Górny dokonał konsekracji kościoła pw. Bożego Ciała i Matki Bożej z Lourdes. W 2000 roku rozebrano starą kaplicę. 
Proboszczowie parafii:
1982–2019. ks. prał. Henryk Wojtyło.
2019– nadal ks. kan. Marek Ryba.